# Pembroke (New Hampshire)
Pembroke ist der Name einer Town im Grafton County des US-Bundesstaates New Hampshire in Neuengland.  Im Jahr 2020 hatte es 7207 Einwohner.

## Geschichte
Das Dorf wurde im Jahre 1728 gegründet und nach dem Offizier „John Lovewell“ als „Lovewell's Town“ benannt. Kurze Zeit später wurde das Dorf in Suncook umbenannt, nach dem gleichnamigen Fluss. Erst im Jahre 1759 wurde das Dorf nach dem neunten Earl of Pembroke in Wales als Pembroke benannt.
In Pembroke gab es viele Wassermühlen, die von dem Suncook-Fluss angetrieben wurden. Im Jahre 1852 wurde dann eine Eisenbahntrasse samt einem Bahnhof gebaut.

## Bildung
Pembroke hat vier Schulen. Die „Village School“ ist für Kindergartenkinder sowie die Erstklässler. Die „Hill School“ ist von der Zweiten bis zur vierten Klasse, die „Three River School“ bis zur achten Klasse und die „Pembroke Academy“ für die restlichen Klassen.

## Bekannte Einwohner
- Megan McTavish, eine Schauspielerin